# Clubul Sportiv Central al Armatei-Rapid Chișinău
Il Clubul Sportiv Central al Armatei-Rapid Chișinău, chiamato CSCA-Rapid, è una società calcistica moldava con sede nella città di Chișinău, fondata nel 1992. Nella stagione 2012-13 milita nella Divizia Națională.

## Storia
La sezione calcistica della polisportiva Clubului Sportiv Central al Armatei, di proprietà dell'esercito, è stata fondata nel 1992. Al termine della stagione 2006-07 viene promossa in Divizia Națională in virtù del terzo posto conquistato nella Divizia A. All'inizio nella stagione 2008-09 avviene la fusione con il FC Rapid Ghidighici e il club cambia nome in 'CSCA-Rapid terminando il campionato all'ottavo posto. Nelle successive stagioni il club conferma i risultati piazzandosi a metà classifica. Nel 2011-12 finisce al penultimo posto ma non retrocede poiché il Fotbal Club Sfîntul Gheorghe non ottiene la licenza per giocare in massima serie e solo una squadra della Divizia A viene promossa.

## Nomi ufficiali del club
Il club ha assunto i seguenti nomi:
- CSA Victoria
- CSCA-Steaua
- CSCA-Rapid

## Stadio
Le partite interne vengono giocate nello Stadionul sătesc con 1.500 posti situato a Ghidighici e costruito nel 2006.

## Rosa 2012-2013
| N. |                     | Ruolo | Calciatore            |
| -- | ------------------- | ----- | --------------------- |
| 2  | Moldavia (bandiera) | D     | Vadim Cravcescu       |
| 3  | Moldavia (bandiera) | D     | Alexandru Leu         |
| 4  | Moldavia (bandiera) | D     | Sergiu Jăpălău        |
| 5  | Moldavia (bandiera) | D     | Vasile Rusu           |
| 6  | Camerun (bandiera)  | D     | Marc Gouiffe à Goufan |
| 7  | Nigeria (bandiera)  | C     | Chidi Ebuzoemi        |
| 8  | Moldavia (bandiera) | C     | Alexei Josan          |
| 9  | Moldavia (bandiera) | A     | Stanislav Luca        |
| 10 | Moldavia (bandiera) | A     | Alexandru Maxim       |
| 12 | Moldavia (bandiera) | P     | Denis Rusu            |
| 13 | Moldavia (bandiera) | D     | Dumitru Bacal         |
| 14 | Moldavia (bandiera) | C     | Marcel Ciortan        |

| N. |                     | Ruolo | Calciatore         |
| -- | ------------------- | ----- | ------------------ |
| 15 | Moldavia (bandiera) | A     | Anatolie Doroș     |
| 16 | Moldavia (bandiera) | A     | Daniel Moorehead   |
| 17 | Nigeria (bandiera)  | A     | Boris Odwong       |
| 18 | Moldavia (bandiera) | C     | Oleg Clonin        |
| 19 | Moldavia (bandiera) | C     | Vitalie Manoliu    |
| 20 | Moldavia (bandiera) | D     | Bogdan Hauși       |
| 21 | Moldavia (bandiera) | C     | Vitalie Plămădeală |
| 22 | Moldavia (bandiera) | D     | Ion Jardan         |
| 23 | Moldavia (bandiera) | C     | Igor Picus         |
| 25 | Moldavia (bandiera) | A     | Andrei Bugneac     |
| 84 | Moldavia (bandiera) | P     | Vladimir Livșiț    |
| 14 | Moldavia (bandiera) | A     | Tudor Starciuc     |

## Palmarès

### Competizioni nazionali
- Divizia A: 1

2003-2004

### Altri piazzamenti
- Coppa di Moldavia:

Finalista: 2011-2012
- Divizia A:

Terzo posto: 2006-2007